# Donato Guerra, Veracruz
Donato Guerra är en ort i Mexiko.   Den ligger i kommunen Huiloapan de Cuauhtémoc och delstaten Veracruz, i den sydöstra delen av landet, 220 km öster om huvudstaden Mexico City. Donato Guerra ligger 1 234 meter över havet och antalet invånare är 627.
Terrängen runt Donato Guerra är kuperad åt nordost, men åt sydväst är den bergig. Runt Donato Guerra är det ganska tätbefolkat, med 166 invånare per kvadratkilometer. Närmaste större samhälle är Córdoba, 19,9 km öster om Donato Guerra. I omgivningarna runt Donato Guerra växer i huvudsak städsegrön lövskog.